# Língua yumana
O yumana ou jumana é uma língua extinta da família linguística arawak.